# Der Struggle ist real
Der Struggle ist real ist ein deutscher Dokumentarfilm von Britta Wandaogo aus dem Jahr 2016. 

## Handlung
„Egal, was du sagst, egal, was du tust – ich mach’s trotzdem, Mama!“ 
Kaddi, gerade 18 Jahre geworden, will endlich durchstarten. Mit ihrem Vorhaben, das eigene ICH zu finden, ist der Struggle vorprogrammiert. Kaddi will alles, weiß nicht, wohin und vor allem nicht mit wem, ihre Gefühlswelt läuft auf Hochtouren und die ihrer besten Freundin Hannah ebenfalls. Gelebter Leichtsinn mit einer Prise Kontrollverlust begegnen Boys, Instagram-Lifestyle und dem ewigen Mathestress. Also mit welchem Motor sich gefühlstechnisch organisieren, wenn man irgendwann, irgendwo mal ankommen will?

## Hintergrund
Der Film hatte am 9. November 2016 Premiere auf der Duisburger Filmwoche doxs! und wurde nominiert für die „Große Klappe“. Ausgezeichnet werden Filme, die in besonderem Maße die ästhetische und politische Auseinandersetzung mit Dokumentarfilm fördern. Der Struggle ist real ist in der 3sat Reihe „Ab 18“ entstanden.

## Auszeichnungen
- 2016: Nominierung Große Klappe, Filmpreis für politischen Kinder- und Jugenddokumentarfilm Bundeszentrale für politische Bildung
- 2016: Nominierung Preis der deutschen Filmkritik Bester Kurzfilm[4]
- 2017: Nominierung Grimme-Preis, 53. Grimme-Preis 2017 Kinder & Jugend Reihe Ab 18! (ZDF/3sat)[5]